# Sommar i P1 (émission de radio)
Sommar i P1 (L'Été sur P1) est une émission du service public de la radio en Suède diffusé chaque été sur la première chaîne P1. Ces émissions sont présentées par des personnalités suédoises, des hôtes (sommarvärdar ou sommarpratare), invités par la radio. Le concept de l'émission est de laisser les hôtes parler et choisir la musique qu'ils souhaitent durant une heure et demie. Il existe également une émission équivalente en hiver, qui s'appelle Vinter.

## Histoire et description

### Création
La première émission a été diffusée le 29 juin 1959. Ce sont Tage Danielsson, alors à la tête de la radio de divertissement à Sveriges Radio, et Jörgen Cederberg, réalisateur, qui sont à l'origine de cette émission, dont ils furent également les deux premiers hôtes.
L'émission était d'abord diffusée sur la troisième chaîne P3, puis fut déplacée sur P1 en 1993. Depuis 1997, c'est Bibi Rödöö qui dirige cette émission. Elle est ainsi celle qui a occupé ce poste le plus longtemps dans l'histoire de Sommar. 

### Développement
Au début, l'émission était souvent tenue par des speakers ou speakerines qui pouvaient revenir souvent. Par exemple, le duo Hans Alfredson et Tage Danielsson a participé à Sommar 16 fois. 
Aujourd'hui, les hôtes profitent le plus souvent du temps qui leur est attribué pour jeter un coup d'œil rétrospectif sur leur vie, en raconter quelques épisodes, et choisissent la musique en fonction. Parfois ils préfèrent parler d'un sujet d'actualité en particulier. Chaque année, la conférence de presse qui annonce les hôtes de la saison à venir est très attendue, et chaque émission est ensuite recensée dans les médias suédois.

### Ces dernières années
Depuis 2007, les auditeurs de la radio peuvent voter pour leur propre hôte. La personne, qui n'est généralement pas connue, est sélectionnée par un vote sur le site où tout le monde peut écouter les propositions de chaque candidat.
À l'occasion des 50 ans de l'émission en 2009, on a lancé le projet de numériser les émissions depuis le début et de les rendre accessibles à l'écoute. Toutes ne sont pas conservées dans les archives de Sveriges Radio, mais 400 émissions sont désormais disponibles sur le site de l'émission.
En juin 2014, Sveriges Radio a reçu plus de 70 plaintes formelles à propos d'une édition de Sommar présentée par la poétesse et dramaturge Athena Farrokhzad.

## Indicatif musical
La première année, en 1959, l'émission commençait par une mélodie extraite du ballet Le Fils prodigue de Hugo Alfvén. À partir de 1960, c'est la chanson Sommar, sommar, sommar qui est utilisée pour annoncer le début de chaque émission. La chanson a été composée par Sten Carlberg en 1952, alors qu'il faisait de la voile dans l'archipel de Stockholm. Éric Sandström a ensuite écrit les paroles. On utilise encore le même enregistrement fait à Södra Teatern avec l'orchestre d'Åke Jelving.

## Vinter i P1
Fort du succès de Sommar lors des 10 premières années, on créa une émission semblable l'hiver 1969, appelée Vintergatan (la Voie lactée). Jusqu'en 1974, cette émission était diffusée sur P1 et sur P3. En 1991, on ne diffusa que quelques émissions et en 1993, une seule.
En décembre 2008, la Radio suédoise annonça qu'on allait reprendre l'émission, sous le nom de Vinter i P1.  Une dizaine d'hôtes prennent alors le micro entre Noël et le Nouvel An. La chanson-thème de cette émission est Vintergatan de Jules Sylvain (1927), dans un nouvel enregistrement par l'orchestre symphonique de la Radio suédoise. C'est aussi Bibi Röddö qui est chef de l'émission.